# صعود ژوپیتر
صعود ژوپیتر (به انگلیسی: Jupiter Ascending) یک فیلم علمی–تخیلی و اپرای فضایی به نویسندگی، تهیه‌کنندگی و کارگردانی واچوفسکی‌ها است که یک‌بار دیگر به کار فیلم‌نامه‌نویسی و سبک علمی تخیلی از زمان پایان سه‌گانه فیلم ماتریکس بازگشته‌اند. بر طبق گفته‌های داگلاس بوث، یکی از بازیگران صعود به مشتری، دنیای فیلم را چیزی ما بین سری فیلم‌های ماتریکس و جنگ ستارگان توصیف کرده‌است. این فیلم در تاریخ ۶ فوریه ۲۰۱۵ اکران شد.
اگرچه منتقدین سینما خصوصیاتی از قبیل جلوه‌های ویژه، خلق جهان و ابتکار آن را مورد ستایش قرار دادند، اما دیدگاه عمومی نسبت به این فیلم منفی بود، و بسیاری از منتقدین عدم انسجام در فیلم‌نامه، تمرکز و اتکای بیش از حد بر روی جلوه‌های ویژه را مورد انتقاد قرار دادند.

## داستان
داستان فیلم در زمانی رخ می دهد که انسانها در پایین نردبان تکاملی قرار دارند در این بین یک زن جوان و عادی (میلا کونیس) به جرم ترور ملکه جهان مورد هدف قرار میگیرد چرا که وجود او تهدیدی برای پایان دادن به سلطنت ملکه است…

## بازیگران
- میلا کونیس در نقش ژوپیتر جونز.
- چنینگ تیتوم در نقش کین وایز، یک سرباز مهندس ژنتیک.
- شان بین در نقش استینگر آپینی، نوعی از شخصیت هان سولو.
- ادی ردمین در نقش بالم آبراساکس.
- داگلاس بوث در نقش تیتوس آبراساکس.
- تاپنس میدلتون در نقش کالیکوئه آبراساکس.
- گوگو امبتا-را در نقش فامولوس، یک نیمه انسان و نیمه آهو.
- تری گیلیام در نقش سیل، وزیر سیگنت.